# 1475 w literaturze
Wydarzenia literackie w 1475 roku.

## Nowe książki
- Raszi, Komentarze (pierwsza drukowana książka żydowska)

## Urodzili się
- Alessandra Scala, poetka włoska